# 邢光祖 (江陰)
邢光祖（1914年9月28日—1993年3月4日），號鴻傳，筆名芷蘅、鴻行，江蘇省江陰縣人。詩人。畢業於上海光華大學英國文學系，獲文學士學位; 後赴馬尼拉遠東大學西洋文學研究所深造，獲硕士學位。
曾任上海《中美日報》文哲副刊編輯、《新詩刊》主編、聯合國影聞宣傳處總編輯、中央通訊社馬尼拉分社編輯主任和中央電影企業公司董事會主任祕書，1948年底赴菲律賓任《大中華日報》總編輯兼總主筆、馬尼拉英文《自由中國雜誌》月刊主編等職。1968年到臺灣後任教於大學與研究所，並創設政治作戰學校外文系、中國文化大學中文系文藝組，後任中國文化大學西洋文學研究所所長兼英文系主任。
1993年3月4日，邢光祖因肺癌病逝。